# Parkland (film)
Pour plus de détails, voir Fiche technique et Distribution.
Parkland est un film historique américain de Peter Landesman sorti en 2013. Il s'agit d'une adaptation libre du livre de Vincent Bugliosi, Four Days in November: The Assassination of President John F. Kennedy (2008), qui revient sur les évènements qui se sont déroulés le jour de l'assassinat de John Fitzgerald Kennedy, et les jours suivants.
Il est présenté à la Mostra de Venise 2013 et au Festival international du film de Toronto 2013.

## Synopsis

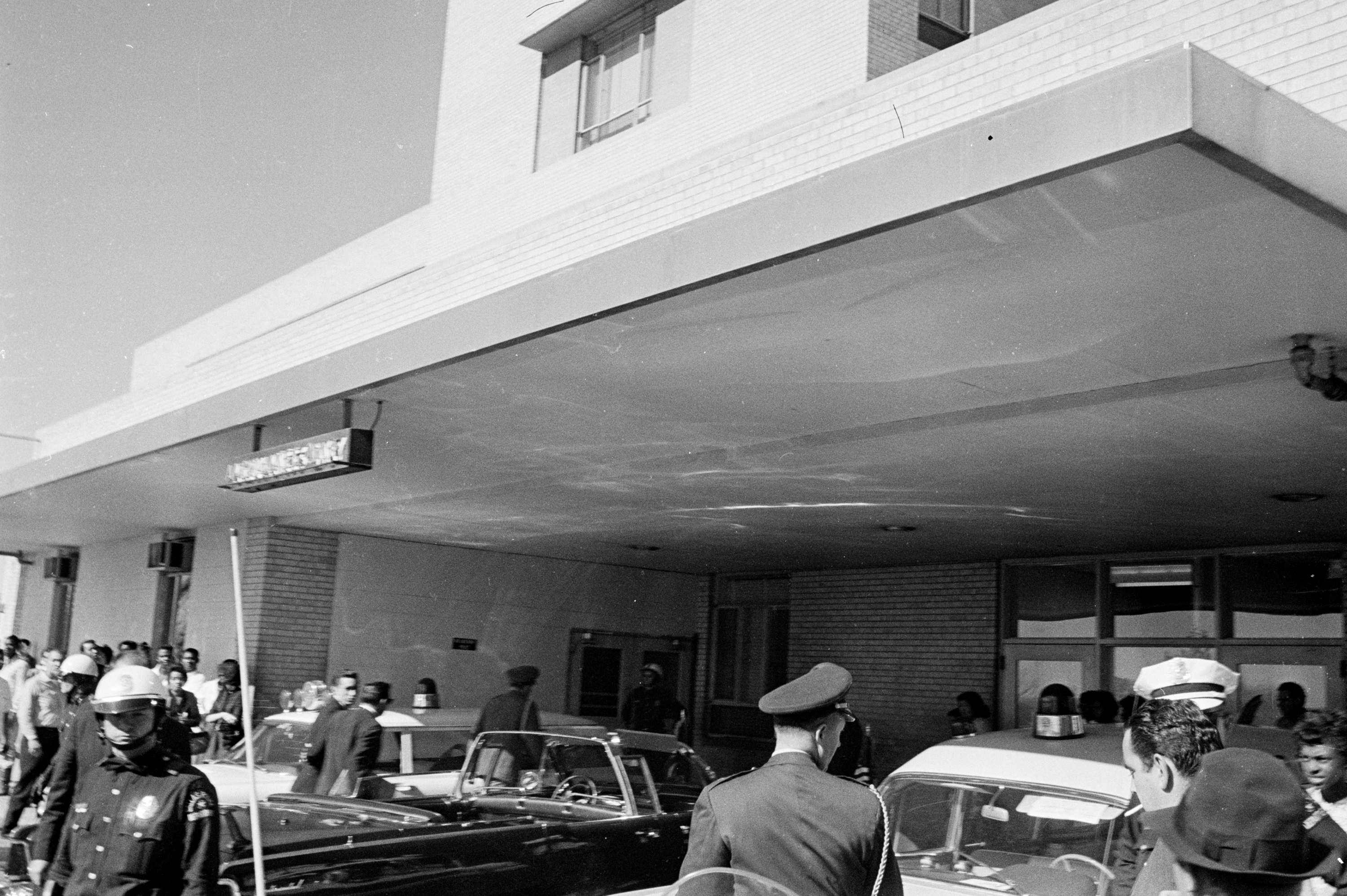
La limousine présidentielle devant l'hôpital Parkland.

Le 22 novembre 1963, le président américain John Fitzgerald Kennedy est assassiné à Dallas. Il est emmené aux urgences du Parkland Memorial Hospital. Abraham Zapruder a quant à lui filmé toute la scène avec sa caméra amateur. Robert Lee Oswald découvre de son côté que le suspect no 1 n'est autre que son frère, Lee Harvey Oswald.

## Fiche technique
- Titre original : Parkland
- Réalisation : Peter Landesman
- Scénario : Peter Landesman, d'après le livre Four Days in November: The Assassination of President John F. Kennedy (« 4 jours en novembre : l'assassinat du président John F. Kennedy ») de Vincent Bugliosi
- Direction artistique : Bruce Curtis
- Décors : Rodney Becker
- Costumes : Kari Perkins
- Montage : Markus Czyzewski et Leo Trombetta
- Musique : James Newton Howard
- Photographie : Barry Ackroyd
- Production : Gary Goetzman, Tom Hanks, Matt Jackson, Bill Paxton, Nigel Sinclair, Jillian Longnecker (co)

Producteurs délégués : Guy East, Brian Falk, Joe Ricketts, Lauren Selig (co)
Productrice associée : Jeni Jones
- Sociétés de production : The American Film Company, Exclusive Media Group et Playtone
- Sociétés de distribution :
- Pays d'origine :  États-Unis
- Budget : 10 000 000 USD
- Langue originale : anglais américain
- Durée : 92 minutes
- Format : couleurs - 35 mm - 1.78:1 - son Dolby numérique
- Genre : drame et historique
- Dates de sortie [2] :
  - Italie : 1er septembre 2013 (première mondiale à la Mostra de Venise)
  - France : 2 octobre 2013 [3]
  - États-Unis : 4 octobre 2013

## Distribution
- Paul Giamatti (VF : Gérard Darier ; VQ : Pierre Auger) : Abraham Zapruder
- James Badge Dale (VF : Pierre Tessier ; VQ : Pierre-Étienne Rouillard): Robert Edward Lee Oswald Jr.
- Zac Efron (VF : Yoann Sover ; VQ : Nicolas Charbonneaux-Collombet) : Dr Charles James Carrico, dit « Jim »
- Tom Welling (VF : Vincent de Bouard ; VQ : Patrice Dubois) : Roy Kellerman (en), agent du Service secret
- Colin Hanks (VF : Emmanuel Garijo ; VQ : Renaud Paradis) : Dr Malcolm Perry (en)
- Marcia Gay Harden (VF : Déborah Perret ; VQ : Élise Bertrand) : Doris Nelson
- Billy Bob Thornton (VF : Gabriel Le Doze ; VQ : Éric Gaudry) : Forrest Sorrels, agent spécial du Service secret
- Ron Livingston (VF : Constantin Pappas ; VQ : Tristan Harvey) : James Hosty, agent spécial du FBI
- Jacki Weaver (VF : Sylvie Genty ; VQ : Chantal Baril) : Marguerite Oswald (en)
- Bitsie Tulloch (VQ : Viviane Pacal) : Marilyn Sitzman (en)
- Austin Nichols (VQ : Alexis Lefebvre) : Emory Roberts
- Bryan Batt : Malcolm Kilduff (en)
- Jeremy Strong (VF : Jérémy Bardeau ; VQ : Philippe Martin) : Lee Harvey Oswald
- Glenn Morshower (VF : Philippe Dumond ; VQ : Denis Gravereaux) : Mike Howard
- Jason Douglas (VF : Didier Cherbuy ; VQ : Frédéric Desager) : Kenny Howe
- David Harbour (VF : Stéphane Pouplard ; VQ : Gilbert Lachance) : Gordon Shaklin
- Paul Sparks : Harry McCormick
- Brett Stimely : John Fitzgerald Kennedy
- Gary Grubbs : Dr Kemp Clark
- Jackie Earle Haley : père Oscar Huber
- Mark Duplass : Kenneth O'Donnell (en)
- Gil Bellows : un conseiller du Président
- Rory Cochrane (VF : Tanguy Goasdoué ; VQ : François L'Écuyer) : le médecin légiste de l'hôpital Parkland
- Kat Steffens : Jacqueline Kennedy, dite « Jackie »
- Jeffrey Schmitt (VF : Guy Chapellier) : Richard Stolley
- Greg Wise : un médecin dans la salle de traumatologie (non crédité)

Source et légende : Version française (VF) sur AlloDoublage et version québécoise (VQ) sur Doublage Québec

## Production

### Développement
Parkland est l'adaptation cinématographique du livre Four Days in November: The Assassination of President John F. Kennedy de Vincent Bugliosi. Pour écrire le scénario du film, l'ancien journaliste Peter Landesman a souhaité rencontrer les personnes ayant vraiment vécu cet assassinat : « Les seules personnes avec lesquelles je tenais à m'entretenir étaient celles qui refusaient de me parler. » Il parvient même à s'entretenir avec la famille d'Abraham Zapruder, auteur du célèbre film amateur de l'assassinat, ainsi qu'avec l'agent du FBI James Hosty, impliqué dans l'affaire Lee Harvey Oswald. À l'origine, le projet devait être développé sous la forme d'une mini-série pour HBO.
À l'inverse du film conspirationniste JFK d'Oliver Stone, Parkland ne cherche pas à contredire le rapport officiel de la commission Warren. L'histoire se concentre ici sur les gens « normaux » qui ont été malgré eux au plus près de l'affaire.

### Casting

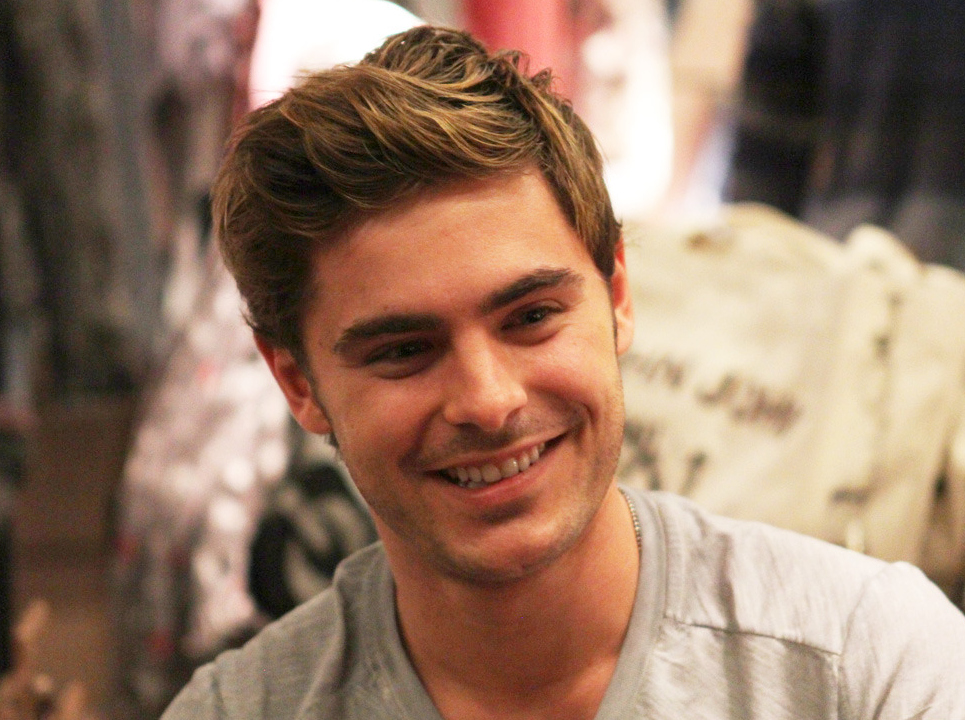
L'acteur américain Zac Efron, à contre-emploi dans le film, comme beaucoup d'autres comédiens.

La production a préféré choisir des acteurs inconnus pour incarner des personnages connus. Ainsi ce sont les acteurs texans Sean McGraw et Kat Steffens qui tiennent respectivement les rôles de Lyndon B. Johnson et Jackie Kennedy.
Jeremy Strong, qui tient le rôle de Lee Harvey Oswald, avait demandé au réalisateur de ne participer à aucune lecture de scénario et à aucune répétition, pour créer une atmosphère tendue sur le plateau.

### Tournage
Comme le Parkland Memorial Hospital a subi de nombreuses rénovations depuis 1963, l'équipe a utilisé une aile désaffectée du Austin State Hospital pour tourner les scènes intérieures de l'hôpital.

## Réception

### Critique
Aux États-Unis, le film reçoit des critiques plutôt mitigées et totalise 48% d'opinions favorables sur l'agrégateur Rotten Tomatoes pour 112 critiques. Sur Metacritic, Parkland reçoit une moyenne un peu plus élevée de 51/100 pour 35 critiques.
En France, le film totalise une moyenne de 3,1/5 pour 17 critiques de presse. L'une des critiques les plus élogieuses est celle du Figaroscope, qui donne la note maximale de 5, et trouve que c'est un « film choral empreint de gravité et de vécu, Parkland propose une expérience immersive passionnante ». Alain Grasset du Parisien décrit un film « saisissant, haletant, fascinant, bouleversant ». Dans Le Point, François-Guillaume Lorrain trouve que c'est « un film malin. Très malin. Et passionnant ». Stéphanie Belpêche du Journal du dimanche souligne quant à elle la maitrise du réalisateur : « Peter Landesman livre un document humain passionnant, qui alimente un peu plus l'un des faits marquants de l'Histoire ». Dans la revue Positif, Yann Tobin revient lui aussi sur la mise en scène : « Caméra portée, casting étincelant, sensation de réel : tout cela est efficace et assez vain ». Corinne Renou-Nativel de La Croix, qui donne la note de 3/5, note que même si le film ne revient pas sur les théories du complot sur l'assassinat de John F. Kennedy, « il fascine indéniablement ». Isabelle Regnier du Monde regrette un film « un peu trop propret » tout en reconnaissant que « la tenue de sa mise en scène et la modernité de son approche (…) méritent sans aucun doute le détour ». Gérard Delorme du magazine Première donne la note de 2 sur 5 et pointe du doigt « la multiplication des points de vue » qui provoque « une confusion encore accentuée par le fait que des semi-stars interprètent sans conviction des gens ordinaires ». Pour Jean-Baptiste Thoret de Charlie Hebdo, Parkland est « une purge historique qui, à force de ne viser que l'émotion, finit par nous refaire croire que JFK a bien été assassiné par Oswald et lui seul. De quoi halluciner (…) Le sommet du supplice est atteint ».

### Box-office
Aux États-Unis, le film ne totalise que 653 651 $ de recettes.
En France, le film a réalisé 37 925 entrées.

## Distinctions

### Sélections
- Mostra de Venise 2013 : sélection en compétition officielle pour le Lion d'or
- Festival du cinéma américain de Deauville 2013 : hors compétition, sélection « Premières »
- Festival du film de Londres 2013
- Festival de cinéma de la ville de Québec 2013 : sélection « Gala d'ouverture »[12]
- Festival international du film de Toronto 2013 : sélection « Gala Présentations »

## Autour du film
- L'acteur Brett Stimely qui incarne ici John Fitzgerald Kennedy, l'avait déjà fait dans Watchmen : Les Gardiens (2009) et Transformers 3 : La Face cachée de la Lune (2011)[6],[13].
- L'acteur Gary Grubbs, qui tient le rôle du Dr. Kemp Clark, joue également dans le film JFK d'Oliver Stone sorti en 1991 et dans lequel il tient le rôle d'Al Oser, l'un des membres du cabinet du procureur Jim Garrison.
- La limousine présidentielle a été reconstruite spécialement par Ford, comme pour le film JFK[6].